# Погрешан узрок
Погрешан узрок (лат. Non causa pro causa) је низ логичких грешака које настају када се тврди да постоји узрочно-последична веза између неке две ствари које су повезане на други начин или уопште нису повезане.

## Врсте
- С тим, дакле због тога је логичка грешка која настаје када се тврди да зато што се две појаве дешавају у исто време, једна је узрок друге. Грешка се јавља, јер се игнорише да ли постоји нека друга веза између појава или зато што можда у опште не постоји веза између њих. У овом случају када нема узрока се примећује логичка грешка погрешан узрок.

- После тога, дакле због тога је логичка грешка која се јавља када тврдимо да постоји узрочно-последична веза између два догађаја само зато што се један дешава пре другог. Самим тим се закључује да је прво узроковало друго. И ова грешка настаје из истог разлога као и с тим, дакле због тога - игнорише се да ли постоји нека друга веза између појава или зато што можда у опште не постоји веза између њих (погрешан узрок).

- Погрешан правац је логичка грешка у којој се последици и узроку мењају места, то јест тврди се да је последица заправо узрок.

- Један узрок је логичка грешка која настаје када се тврди да постоји само један узрок за неку ситуацију, а игнорише се могућност да постоји више узрока који су довели до ње.

- Погрешан узрок је логичка грешка која настаје када нема узрочно-последичне везе, али се тврди да она постоји.

## Примери
- Како је време пролазило, температура на Земљи је расла, а опадао је број гусара. Самим тим, узрог глобалног загревања је нестајање гусара.

Овде се види грешка с тим, дакле због тога, јер се ове ствари дешавају у исто време, али нису повезане.
- Принели смо жртву Марсу и због тога смо победили у борби.

У овом сличају се дешава грешка после тога, дакле због тога, јер приношење жртве сигурно није био узрок победе.
- Деца која играју агресивне видео игрице постају агресивна.

Погрешан правац, јер се занемарује чињеница да су деца можда већ агресивна и да их зато привлаче агресивне видео игрице.
- Због Дарвинове теорије еволуције људи су престали да верују у тачност Библије.

Један узрок научног доказа о настанку животиња и човека сигурно није једини узрок за потпуни престанак веровања у Библију. Ту су били многи примери пре тога који су натерали људе да преиспитују Библију и били су многи након што је Дарвин публиковао своје дело О пореклу врста.